# Aeródromo de Cáceres

i8
i11
i13
Aeródromo de Cáceres (heute als Aeródromo de la Cervera bekannt) ist ein ehemaliger Militärflugplatz im Gemeindegebiet der Stadt Cáceres in der Autonomen Region Extremadura in Spanien.

## Geschichte
Der Militärflugplatz Aeródromo de Cáceres wurde als Stützpunkt der spanischen Luftwaffe Anfang der 1920er Jahre gegründet. Die großflächige Anlage mit rund 274 Hektar verfügte über eine Reihe von Gebäuden und Bunkern, die sich entlang des Flugplatzes befanden. Die Flak-Geschütze zum Schutz der Flugplatzanlage mit Kontrollgebäude und Kasematte waren zur Hälfte in der Erde vergraben. Die Piste 10/28 hatte eine Länge von rund 1400 Metern.
Während des Spanischen Bürgerkrieges wurde der Flugplatz in der Öffentlichkeit bekannt, als am 26. August 1936 der General Francisco Franco, der Befehlshaber über die Spanische Legion wurde und sein Hauptquartier nach Cáceres verlegte. Die spanische Luftwaffe stationierte dort die erste Jagdstaffel mit Fiat CR.32 aus Italien.
Nach einem Ersuchen um militärische Hilfe von Franco bei Hitler wurden Einheit der deutschen Wehrmacht nach Cáceres verlegt. Die Fliegertruppen der Legion Condor nutzen diesen Flugplatz mit Maschinen vom Typ Ju 52, Junkers W 34, Bf 108, Klemm L25 und Jagdflugzeugstaffel mit He 51 als Stützpunkt. Nach der Lieferung der deutschen Panzer, erfolgte zudem über mehrere Monate durch den deutschen Oberst Wilhelm von Thoma der Legion Condor ein Fahrertraining auf dem Gelände des Flugplatzes. Nach dem Fahrtraining wurde die Panzereinheit nach Cubas de la Sagra, einem Ort 30 Kilometer südlich von Madrid am Fluss Jarama, verlegt.
Die Legion Condor errichtete die erste Luftbrücke mit Transportmaschinen vom Typ Ju 52 und führte den ersten massiven Luftkrieg der Geschichte gegen die spanischen Zivilbevölkerung durch. Am 23. Juli 1937 wurde Cáceres durch republikanische Flugzeuge bombardiert. Bei dem Luftangriff auf Cáceres wurden mehrere Gebäude und Flugzeuge und Einrichtungen zerstört.
Nach dem Ende des Bürgerkrieges 1939 nutzte die am 7. Oktober 1939 neu aufgestellte spanische Luftwaffe Ejercito del Aire den Flugplatz weiter, mit dem Beginn des Jet-Zeitalters verloren die Militärs das Interesse an dem Standort und gaben ihn Ende der 1970er Jahre endgültig auf. Danach wurde er noch einige Jahre vom privaten Fliegerclub Club de vuelo de Cáceres genutzt, die dort auch einen Hangar nutzen und eine kleine asphaltierte Piste im westlichen Teil am Ende der großen Piste betreiben.
Ab Mitte der 1990er Jahre bis 2002 fanden auf dem Platz Freiluftpartys statt, an den sogenannten Botellón nahmen teilweise bis zu 5000 Jugendliche teil. Nachdem die Botellón-Partys hier wie in anderen spanischen Städten wegen Verschmutzung und teilweise Ausschreitungen zu einem massiven Problem entwickelt hatten, wurden sie 2002 landesweit verboten.
Durch die Ausweisung eines Vogelschutzgebietes (ZEPA) am Rande des Flugplatzes im Jahre 2005 dient das Gelände heute auch der Naherholung. Ein regulärer Flugbetrieb findet nicht mehr statt, wird nur noch durch Ultraleichtflugzeuge genutzt.

## Trivia
Mitte 2006 wurde in der spanischen Presse berichtet, dass mehrere Initiativen bestehen den ehemaligen Flugplatz wieder zu aktivieren.